# Raoul III de Beaumont-au-Maine
Raoul III de Beaumont-au-Maine (~ ...967, 1003...), Vicomte du Maine, fils (?) de Raoul II de Beaumont-au-Maine et Wildenoris (Guidenor, Guinar) : en fait il faut sans doute confondre Raoul II et Raoul III et n'en faire qu'un seul personnage ; leurs dates sont à peu près les mêmes, et il est troublant que les noms des épouses de Raoul III se retrouve chez les femmes, ou la femme, de son père supposé Raoul II ! ; il existe un problème de numérotation des vicomtes Raoul du Mans : cf. l'article Raoul II).

## Généalogie
La famille de Beaumont, puis de Beaumont-Brienne, domina cette région du Maine du Xe  au  XIVe siècle.

## Biographie
Raoul III était le frère de l'évêque du Mans, Mainard, qui avait été marié, était père de nombreux enfants et avait porté les armes avant d'aspirer à l'épiscopat qu'il occupa de 951 à 971. Les chroniqueurs, en nommant le père de l'évêque, nous auraient donc fait connaître le nom du vicomte. Ils ne l'ont point fait. Cependant, voir une origine possible à l'article Raoul II. Raoul III souscrivit en 957 et 971 deux actes du comte du Maine, Hugues II du Maine, en faveur de l'abbaye Saint-Julien de Tours : la concession de l'alleu du Tait et du domaine de Vaubouan.

### Restaurateur de l'abbaye d'Evron
L'abbé Angot a établi qu'il fut en 985-989 le restaurateur de l'abbaye d'Évron. On a voulu lui ravir cet honneur au profit du vicomte de Blois, mais, quoique la tentative ait réussi, le fait est contre toute vraisemblance et démenti par de nombreux monuments. C'est bien aux vicomtes du Maine que l'on doit le hardi donjon d'Évron, comme ceux de Sainte-Suzanne, de Thorigné-en-Charnie, de Courtaliéru à Vimarcé. 

### Histoire
Raoul III est cité en 990 avec son fils Geoffroy dans la donation du Gué-Bernisson à la Couture ; on le suppose au moins ; en 994 pour la concession de foire et marchés par le comte Hugues II du Maine à l'abbaye d'Évron ; témoin, à Fresnay, de deux chartes en faveur du Mont-Saint-Michel données par Yves et Guy, le 12 août 997. Il alla à Rome faire confirmer par le pape Jean XVI, sa fondation d'Évron, et vivait très âgé après 1003. Dans ses dernières années, il donna deux coliberts à Saint-Florent de Saumur, et assista à la
donation par Guy, fils de Lon, des droits de voirie sur Joué-l'Abbé à l'abbaye de la Couture.

## Famille
On lui connaît deux femmes : Guinar, citée dans une charte de Saint-Florent de Saumur ; et Godeheult, mentionnée au Cartulaire de Saint-Victor, et pour le don d'une vigne à Saint-Vincent, près du Vieux-Pont au Mans. Godeheult/Godehilde fut, croit-on, la seconde des sœurs de l'évêque Avesgaud, et la tante de son successeur Gervais de Château-du-Loir : en effet, elle pourrait être une des filles d'Yves Ier de Bellême (lui-même beau-frère possible de l'évêque du Mans Sigefroi de Bellême), mais sans certitude ; de plus, elle pourrait bien être apparentée à la famille de Bellême sans être forcément la fille d'Yves ni la sœur de l'évêque Avesgaud, mais simplement une parente homonyme ; la fille d'Yves de Bellême est aussi donnée comme la femme d'Albert/Aubert Ier Le Riche seigneur de Gallardon. Quoi qu'il en soit, et si on admet une parenté quelconque de Godehilde avec les Bellême, Raoul III de Beaumont, frère de l'évêque Mainard du Mans, serait allié à trois évêques successifs du Mans, à l'époque où ils furent, en même temps que des prélats, de puissants seigneurs temporels. Il eut cinq enfants :
1. Yves, l'aîné, d'abord clerc, puis archidiacre du Mans, qui exerçait encore sa charge en 1028, d'après un acte du Cartulaire de la Couture ;
2. Raoul IV, qui succéda à son père et paraît plusieurs fois avec lui ;
3. Geoffroy, seigneur de Sablé, fondateur de Solesmes dans un domaine qui lui fut cédé par son frère Raoul. Il épousa Adélaïs dont il eut trois fils : Dreux, Bouchard et Lisiard, et une fille nommée Avoise, qui porta en mariage la terre de Sablé à Robert le Bourguignon de Craon ;
4. Hubert, cité avec ses frères dans l'acte de donation de son père à Saint-Florent de Saumur, avant l'an 1000 ;
5. Eudes, mentionné dans les deux chartes de fondation et de confirmation par le comte du Maine, du prieuré de Solesmes.

Les Gesta Ambaziensium dominorum (éd. Halphen et Poupardin, p. 76) nomment aussi une fille de Raoul III, Odeline, femme d'Hugues de Lavardin. Mais les récits de cette chronique, pour cette époque, sont fabuleux.

## Sources
- Abbé Angot, « Les vicomtes du Maine », dans Bulletin de la Commission historique et archéologique de la Mayenne, 1914, n° 30, p. 180-232, 320-342, 404-424. .
- Comtes du Maine, Étienne Patou, 2007, .